# W-motor
De W-motor is een type verbrandingsmotor met als kenmerk dat de cilinders in een "W" vorm ten opzichte van elkaar en van de krukas staan, vergelijkbaar met de "V"-vorm van de cilinders in een V-motor. Er zijn drie uitvoeringen van dit type motor, met respectievelijk twee, drie en vier cilinderrijen.

## Aangepaste V-motor: twee cilinderrijen
Als een V-motor wordt voorzien van twee krukassen, een per rij met cilinders, ontstaat een W-motor met twee rijen cilinders. Dit type motor wordt veel toegepast in de 500 cc GP-wegrace motorfietsen, onder andere door Yamaha (type: YZR500) en Cagiva. Het betreft dan een tweetakt V4 motor met een blokhoek tussen de 60 en 75 graden. Er zijn twee belangrijke voordelen van deze configuratie. Als eerste is een motorblok - bij gelijke cilinderinhoud - in V-vorm smaller dan een blok in lijn-vorm en is een tweetaktmotorblok met twee krukassen weer (marginaal) smaller dan eenzelfde blok met één krukas. Dit is met name bij racemotoren, waar elke centimeter telt, van belang. Het tweede voordeel is dat bij een V4 met twee krukassen er geen extra balansas nodig is om de motor gelijkmatig te laten lopen, mits de twee krukassen in tegengestelde richting ronddraaien. Bij een V4 met één krukas is wel een balansas nodig, wat een gewichtstoename betekent.
Dit type W-motor dient niet verward te worden met de U-motor, welke ook uit twee cilinderrijen en twee krukassen bestaat, maar opgebouwd is uit twee lijnmotoren.

## Originele configuratie: drie cilinderrijen

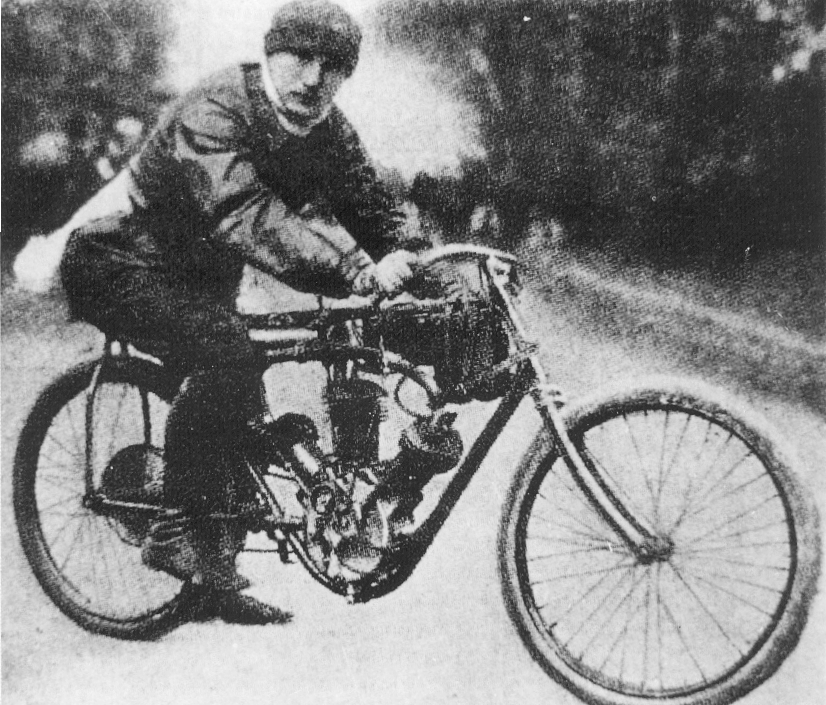
Alessandro Anzani op zijn W-3 motor in 1906

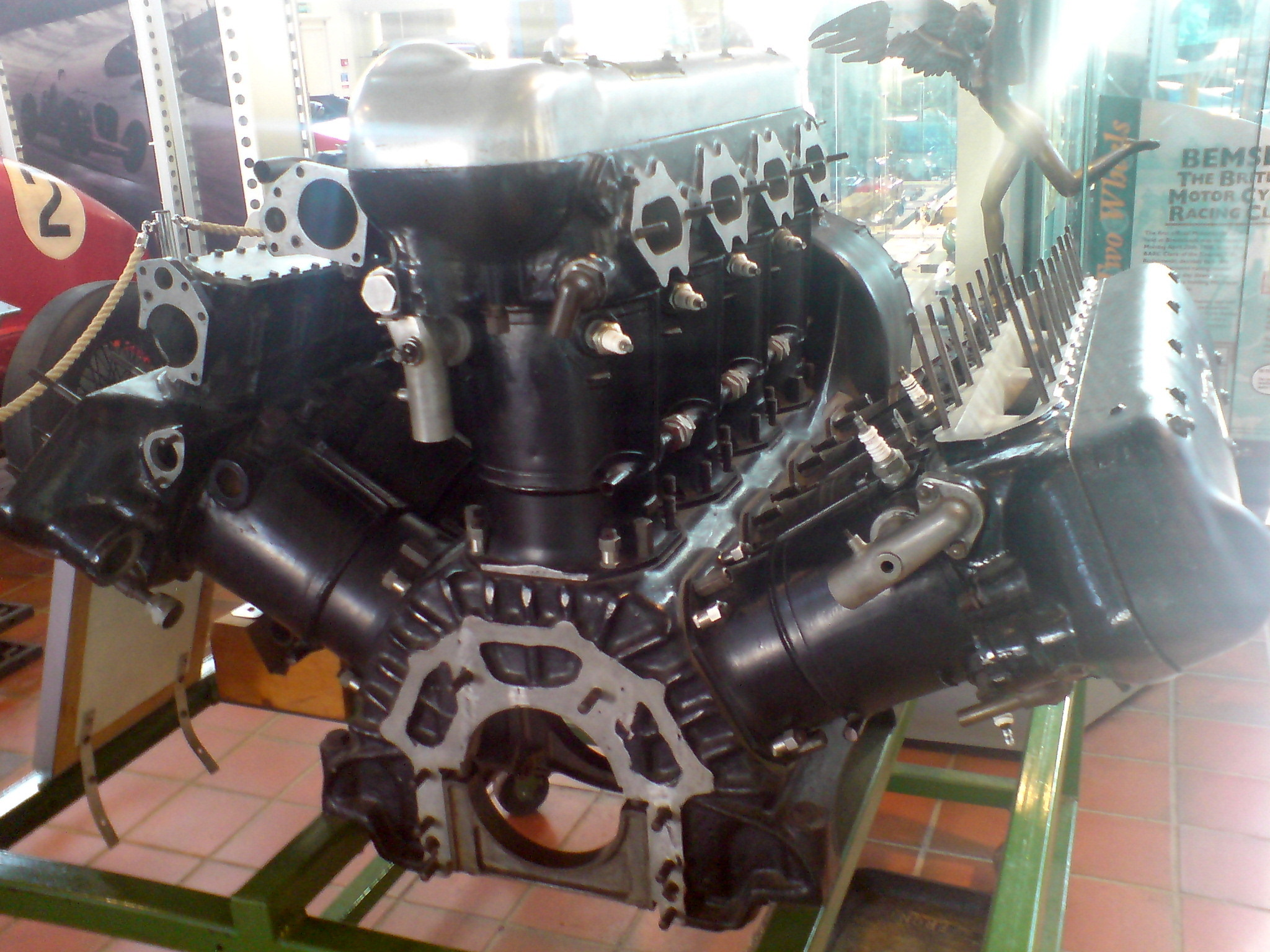
Napier-Lion twaalfcilinder W-motor

De eerste W-motoren die zijn ontwikkeld, hadden drie cilinderrijen op één krukas. Een voorbeeld hiervan zijn de W-3 motoren, die al vanaf 1906 in gebruik zijn voor motorfietsen en vliegtuigen, zoals bij Anzani en Feuling. Een ander exemplaar is de W12 motor in de Napier Lion, een vliegtuig gebouwd in 1917 door de Britse firma Napier & Son.

### Originele configuratie heden
Eenzelfde type W-motor werd gebruikt in twee moderne conceptauto's van de Volkswagen Group waaronder Audi en Bugatti. Audi wilde een twaalfcilindermotor in het gamma hebben maar wilde deze in combinatie met vierwielaandrijving waardoor deze compact gebouwd moest worden. Ook wilde Volkswagen voor dochtermerk Bugatti een zeer sterkte motor ontwikkelen en kwam met een W18.
In 1991 kwam Audi met het studiemodel "Avus quattro" die een zogenoemde W12-motor aan boord had. Deze motor had 3 cilinderbanken van elk 4 cilinders en zat aan één krukas bevestigd, wat het totaal op 12 cilinders brengt. Elke cilinder had 5 kleppen wat het totaal op 60 kleppen brengt. De 6 liter W12-motor van 509 pk werd aan Audi's Quattro aandrijving (vierwielaandrijving) bevestigd om het vermogen goed te verdelen. Alleen was er één groot probleem met de motor, dat was de koeling van de middelste cilinderbank, deze kon niet goed genoeg gekoeld worden en de ingenieurs kregen het probleem niet opgelost, wat uiteindelijk tot staking van het project leidde.
In 1998 kocht Volkswagen het merk Bugatti op. Het doel van Ferdinand Piëch was om de snelste productieauto ter wereld te maken. Hiervoor moest dan ook een zeer grote en sterke motor aan te pas komen, waarmee de keus viel op een 18-cilindermotor in W-vorm. De motor was volgens het Audi principe de Avus W12, met 3 cilinderrijen van 6 cilinders elk in een hoek van 60°. De 6.3 liter metende W18 produceert een vermogen van 555 pk en 650 Nm aan koppel. Het nadeel was echter dat de motor met hetzelfde probleem zat, namelijke de koeling van de middelste cilinderrij.
Deze kon ook niet opgelost worden en het project werd dan ook afgeblazen. De W18 was ook altijd nog een vrij groot motorblok.
De W18 verscheen in de conceptcar's: EB118, EB218, Bugatti 18/3 Chiron en Bugatti EB 18/4 Veyron Concept. Het was ook VW's bedoeling om deze motor voor dochtermerk Bentley te gebruiken, maar ook dit kon dus niet doorgaan. De W18-motor is dus ook in Bentley prototype's verschenen.
In 2000 kwam Audi met de conceptcar Rosemeyer, ook dit was een sportwagen, maar dan met een 16-cilindermotor. Dit was een 8 liter W16-motor met 5 kleppen per cilinder en volgens hetzelfde principe als de Avus W12. De motor produceerde een vermogen van 630 pk en 761 Nm. Echter bleef het bij een studiemodel en de is motor om diezelfde redenen nooit in productie gegaan.

## Moderne configuratie: vier cilinderrijen

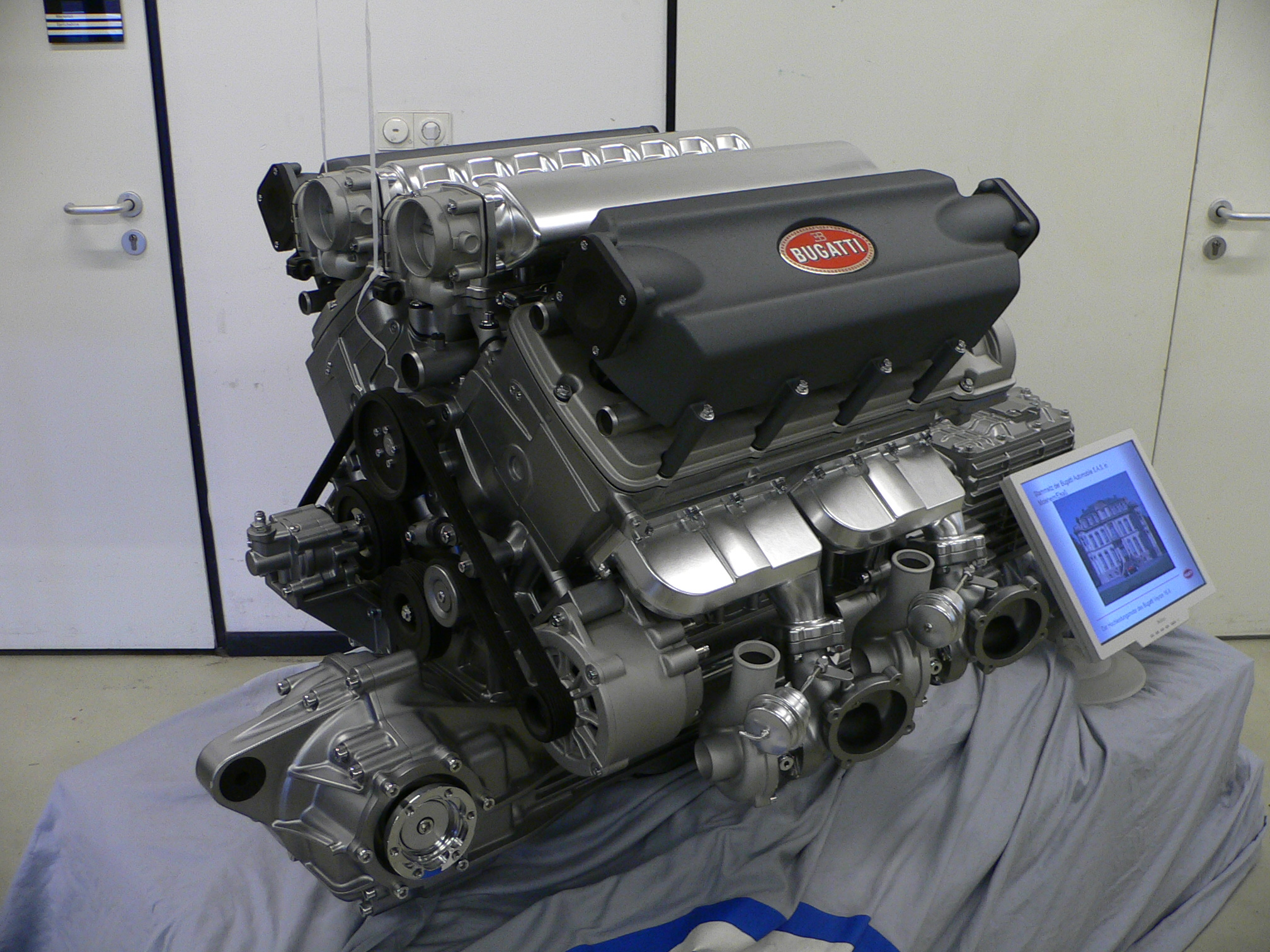
Bugatti W16-motorblok

In deze configuratie worden twee (kleine) V-motoren samengebracht op één krukas. De Volkswagen-groep past dit principe toe bij het maken van hun huidige W-motoren. Op basis van de VR6-motor zijn zo een W8- en W12-motor ontstaan, met respectievelijk acht en twaalf cilinders. De W8 is terug te vinden in de Volkswagen Passat, de W12 in de Volkswagen Phaeton. Bij Audi, ook onderdeel van de Volkswagen Group, wordt deze motor toegepast in de A8 en een bi-turbo versie is terug te vinden in de Bentley Continental GT. Voor het merk Bentley, ook onderdeel van de Volkswagen Group, is ook een concept car ontwikkeld met een W16-motor volgens dit principe, de Bentley Hunaudières. Een productiemodel van deze W16-motor werd in 2005 in gebruik genomen voor de Bugatti Veyron EB16.4. Door het toevoegen van 4 turbo's en levert deze motor 1001 pk.

### W12-motor
Na de mislukking van de compacte twaalfcilindermotor in de originele configuratie moest er een alternatief komen voor de Audi A8 en omdat ook Volkswagen in 2002 met een topklasse auto de Phaeton zou komen, die ook een twaalfcilindermotor moest krijgen om te concurreren. De ontwikkeling van de compacte twaalfcilinder werd dus hervat. Het idee was om twee VR6-motoren "aan elkaar te bevestigen" op één krukas, wat resulteerde in een zeer compacte twaalfcilindermotor. VW gebruikte de twee 2.8 VR6-motoren zodat er een 5.6 liter W12-motor ontstond. Om de motor te testen werd 1997 de W12 in een conceptcar gemonteerd met de naam Volkswagen Nardo (Volkswagen W12 coupé), die een 24 uurs race moest rijden. De motor had een vermogen van 420 pk en de Nardo zette direct een reeks records neer op het circuit. In 2001 ontwikkelde VW twee 3 liter metende VR6-motoren van hetzelfde principe die uiteindelijk de 6.0 W12 vormden. Deze motor had in de Nardo 512 pk en 621 Nm. Het idee bleek geslaagd te zijn, want de W12-motor haalde het productiestadium. De VR6 motoren hebben nog altijd een eigen blokhoek van 15° en staan in een hoek van 72° ten opzichte van elkaar. Ze hebben 4 kleppen per cilinder, wat het totaal brengt op 48 kleppen. De luchtinlaat werkt hetzelfde als bij een V-motor: de lucht komt uit het midden van de motor en wordt vanaf de binnenkant bij de VR6-motoren ingeblazen. De uitlaat zit dus aan weerszijden van de W12-motor. De motor kwam in de Audi A8 en de Volkswagens Phaeton en Touareg te liggen met een respectievelijke 420 pk en 550 Nm, wat later opgewaardeerd werd naar 450 pk en 560 Nm.
Vanaf eind 2010 werd de nieuwe 6.3 liter W12 leverbaar in de A8, met 500pk en 650Nm.

### W8-motor
Door de komst van de Phaeton had VW een nieuw topmodel dat de Passat V6 verving. Doordat
er tussen middenklasser Passat en topklasse Phaeton een groot productiegat ontstond, bedacht VW als optie om een luxe-uitvoering van de Passat te maken. Er moest dan ook een grote en sterke motor in komen. VW dacht aan een achtcilindermotor maar omdat een V8-motorblok simpelweg te groot was voor de Passat kon dit niet worden gerealiseerd. VW kwam met het idee om hun W12 systeem te gebruiken. Het uiteindelijke resultaat is simpel: van de W12-motor is van elke cilinderbank één cilinder afgehaald, zodat er in totaal nog maar 8 cilinders overbleven, de motor is dus als het ware "ingekort". In feite bleven er dus twee VR4-motoren over, met een totale cilinderinhoud van 4-liter en met 32 kleppen. Dit leidde tot een extreem korte achtcilindermotor: de W8, die dus wel in de Passat paste. Technisch gezien is de W8 dus identiek aan de W12. De 3.6-liter VR6 FSI wordt ook wel gezien als de opvolger van deze motor.

### W16-motor
De snelste productieauto ter wereld kon niet worden gemaakt met een W16-motor in originele configuratie, maar Volkswagen had beloofd dat de auto er wel zou komen. Toen VW de techniek van de nieuwe W-motoren volgens het "VR-principe" in huis had, gingen de ingenieurs van Volkswagen aan de slag met de nieuwe W-motoren. Aan de W12-motor werd aan elke cilinderrij een cilinder toegevoegd, net zoals bij de W8 voor elke rij één weggehaald was. Wat resulteerde in 16 cilinders en in feite twee VR8-motoren. De inhoud bedroeg nu 8 liter en 64 kleppen. De hoek waarin de VR8 motoren staan is bij de W16 vergroot van de originele 72° naar 90°; hierdoor is de motor breder geworden. Dit is gedaan omdat ruimtegebrek hier niet van belang was, maar vooral het vermogen. Omdat 90° een betere hoek is kon er meer vermogen uit de motor gehaald worden. Het totale vermogen kwam uit op 623 pk bij 6.000 tpm. In 1999 werd de motor in de conceptcar de Bentley Hunaudieres gemonteerd om te testen. Toch was de motor nog niet sterk genoeg om voor de snelste productieauto ter wereld door te gaan, en er werden 4 turbo's op de motor geplaatst waardoor het totale vermogen naar 1001 pk en 1250 Nm kwam. De volle naam van de motor is: 8.0 W16 Quad-Turbo. De W-vorm van de motor heeft nu ook als voordeel dat het motorblok "stijver" is, een V16 is twee keer een achtcilinderlijnmotor. Door de lengte van 8 cilinders achter elkaar wordt de motor veel slapper, een 8-in-lijn wordt daarom ook vrijwel niet gebruikt in de auto-industrie. Cadillac heeft een V16-motor geproduceerd en ondervond dit probleem ook.